# كأس تونس للكرة الطائرة للرجال
كأس تونس للكرة الطائرة للرجال هي واحدة من المسابقات الرئيسية المهتمة برياضة الكرة الطائرة في تونس. تأسس الكأس في 1957، وتشرف على تنظيمه الجامعة التونسية للكرة الطائرة.

الفريق الأكثر تتويجا هو الترجي الرياضي التونسي ب22 لقبا، يليه النادي الرياضي الصفاقسي ب12 لقبا.

## سجل النتائج
| - 1956–57: النجم الرياضي بحلق الوادي. - 1957–58: النجم الرياضي بحلق الوادي. - 1958–59: النجم الرياضي بحلق الوادي. - 1959–60: الاتحاد الرياضي التونسي. - 1960–61: التحالف الرياضي التونسي. - 1961–62: المستقبل الرياضي بالمرسى. - 1962–63: المستقبل الرياضي بالمرسى. - 1963–64: الترجي الرياضي التونسي. - 1964–65: الترجي الرياضي التونسي. - 1965–66: الترجي الرياضي التونسي. - 1966–67: الترجي الرياضي التونسي. - 1967–68: المستقبل الرياضي بالمرسى. - 1968–69: المستقبل الرياضي بالمرسى. - 1969–70: المستقبل الرياضي بالمرسى. - 1970–71: المستقبل الرياضي بالمرسى. - 1971–72: النادي الأولمبي القليبي. - 1972–73: المستقبل الرياضي بالمرسى. - 1973–74: النادي الأولمبي القليبي. - 1974–75: النادي الأولمبي القليبي. - 1975–76: النادي الأولمبي القليبي. - 1976–77: النادي الرياضي الصفاقسي. - 1977–78: النادي الأولمبي القليبي. - 1978–79: النادي الرياضي الصفاقسي. - 1979–80: الترجي الرياضي التونسي. - 1980–81: النادي الرياضي الصفاقسي. - 1981–82: النادي الرياضي الصفاقسي. - 1982–83: النادي الإفريقي. - 1983–84: النادي الإفريقي. - 1984–85: النادي الرياضي الصفاقسي. - 1985–86: النادي الرياضي الصفاقسي. - 1986–87: النادي الرياضي الصفاقسي. - 1987–88: المستقبل الرياضي بالمرسى. - 1988–89: النادي الأولمبي القليبي. - 1989–90: النادي الإفريقي. - 1990–91: النادي الإفريقي. - 1991–92: النادي الإفريقي. - 1992–93: الترجي الرياضي التونسي. - 1993–94: الترجي الرياضي التونسي. - 1994–95: النجم الرياضي الساحلي. - 1995–96: الترجي الرياضي التونسي. - 1996–97: الترجي الرياضي التونسي. - 1997–98: النجم الرياضي الساحلي. - 1998–99: الترجي الرياضي التونسي. - 1999–00: الترجي الرياضي التونسي. - 2000–01: النجم الرياضي الساحلي. - 2001–02: النادي الرياضي الصفاقسي. - 2002–03: السعيدية الرياضية. - 2003–04: النادي الأولمبي القليبي. - 2004–05: النادي الرياضي الصفاقسي. - 2005–06: النجم الرياضي الساحلي. - 2006–07: الترجي الرياضي التونسي. - 2007–08: النجم الرياضي الساحلي. - 2008–09: النادي الرياضي الصفاقسي. - 2009–10: الترجي الرياضي التونسي. - 2010–11: النادي الأولمبي القليبي. - 2011–12: النادي الرياضي الصفاقسي. - 2012–13: النادي الرياضي الصفاقسي. - 2013–14: الترجي الرياضي التونسي. - 2014–15: النجم الرياضي الساحلي. - 2015–16: النجم الرياضي الساحلي. - 2016–17: الترجي الرياضي التونسي. - 2017–18: الترجي الرياضي التونسي. - 2018–19: الترجي الرياضي التونسي. - 2019–20: الترجي الرياضي التونسي. - 2020–21: الترجي الرياضي التونسي. - 2021–22: الترجي الرياضي التونسي. - 2022–23: الترجي الرياضي التونسي. - 2023–24: الترجي الرياضي التونسي. |

## عدد مرات الفوز
| النادي                    | عدد مرات الفوز |
| ------------------------- | -------------- |
| الترجي الرياضي التونسي    | 22             |
| النادي الرياضي الصفاقسي   | 12             |
| النادي الأولمبي القليبي   | 8              |
| المستقبل الرياضي بالمرسى  | 8              |
| النجم الرياضي الساحلي     | 7              |
| النادي الإفريقي           | 5              |
| النجم الرياضي بحلق الوادي | 3              |
| السعيدية الرياضية         | 1              |
| الاتحاد الرياضي التونسي   | 1              |
| التحالف الرياضي التونسي   | 1              |

## مقالات ذات صلة
- بطولة تونس للكرة الطائرة للرجال
- كأس تونس للكرة الطائرة للسيدات
- الجامعة التونسية للكرة الطائرة

## روابط خارجية
- الموقع الرسمي للجامعة.